# Pseudolimnophila (Pseudolimnophila) productivena
Pseudolimnophila (Pseudolimnophila) productivena is een tweevleugelige uit de familie steltmuggen (Limoniidae). De soort komt voor in het Oriëntaals gebied.